# Kazuo Ishiguro
Kazuo Ishiguro FRSL (japonès: 石黒 一雄, Ishiguro Kazuo) (Nagasaki, 8 de novembre de 1954) és un escriptor anglès d'origen japonès, Premi Nobel de Literatura l'any 2017.

## Biografia
Ishiguro va néixer a Nagasaki (Japó) i ell i la seva família van traslladar-se a Anglaterra el 1960. Es va graduar per la Universitat de Kent en Filologia Anglesa i Filosofia el 1978 i obtingué un màster en escriptura creativa per la Universitat d'Ànglia de l'Est el 1980.
El 1982 obtingué la nacionalitat britànica, que és l'única que posseeix en l'actualitat perquè les lleis japoneses no preveuen la doble ciutadania.
Kazuo Ishiguro ha estat quatre vegades candidat al premi Booker, i el va guanyar en l'edició de 1989 per El que resta del dia. El diari The Times el va incloure en una llista dels 50 millors escriptors britànics des de 1945.
Va obtenir el Premi Nobel de Literatura l'any 2017.

## Obra

### Novel·les
- Una pàl·lida vista dels turons (A Pale View of Hills, 1982) Documenta Balear, 1999 ISBN 978-84-89067-71-4
- An Artist of the Floating World (1986)
- El que resta del dia (The Remains of the Day, 1989) Edicions 62, 2017 ISBN 978-84-297-7646-1
- Els inconsolables (The Unconsoled, 1995) Traducció de Xavier Pàmies, Edicions 62, 2017 ISBN 978-84-17031-51-0
- Quan érem orfes (When We Were Orphans, 2000) Traducció de Xavier Pàmies, Edicions 62, 2017 ISBN 978-84-17031-50-3
- No em deixis mai (Never Let Me Go, 2005) Editorial Anagrama, 2011 ISBN 978-84-339-1552-8
- El gegant enterrat (The Buried Giant, 2016) Editorial Anagrama, 2017 ISBN 978-84-339-1540-5
- La Klara i el Sol (Klara and The Sun, 2021) Editorial Anagrama, 2021 ISBN 978-84-339-1593-1

### Contes
- Tres contes dins de Introduction 7: Stories by New Writers (1981): "A Strange and Sometimes Sadness", "Waiting for J" i "Getting Poisoned"
- A Family Supper (1982)
- Nocturns (Nocturnes: Five Stories of Music and Nightfall, 2009) Editorial Anagrama, 2017 ISBN 978-84-339-1551-1

## Adaptacions cinematogràfiques
- El que queda del dia, dirigida per James Ivory (1993)
- Never Let Me Go, dirigida per Mark Romanek (2010)